# Sestrica Velika (Kornat)
Koordinati:   43°51′11″N, 15°12′26″E
Sestrica Velika je majhen nenaseljen otoček v Kornatih, ki pripada Hrvaški.
Sestrica Velika leži okoli 1,5 km zahodno od Šila in okoli 2 km jugozahodno od Abe. Otoček, na katerem je svetilnik, meri 0,098 km². Dolžina njegove obale je 1,38 km. Najvišji vrh je visok 55 mnm.
Iz pomorske karte je razvidno, da svetilnik, ki stoji na skrajni  severozahodni točki otočka, oddaja svetlobni signal: B Bl 8s. Nazivni domet svetilnika je 20 milj.